# Ficimia variegata
Ficimia variegata är en ormart som beskrevs av den tysk-brittiske zoologen Albert Günther 1858. Ficimia variegata ingår i släktet Ficimia, och familjen snokar. IUCN kategoriserar arten globalt som otillräckligt studerad. Inga underarter finns listade.

## Utbredning
Ficimia variegata förekommer endast i avrinningsområdena till Mexikanska golfen vid Tehuantepecnäset. Fynden av arten är av äldre datum; snoken anses sällsynt men inte utdöd. 

## Habitat
Snoken förekommer i miljöer med tropisk barrskog.